# شیمازو تاداشیگه
شیمازو تاداشیگه (به ژاپنی: 島津 忠重 Shimazu Tadashige)؛ ۲۰ اکتبر ۱۸۸۶ – ۴ آوریل ۱۹۶۸) فرد نظامی و سی امین رهبر خاندان شیمازو اهل امپراتوری ژاپن بود.